# U-486
U-486 – niemiecki okręt podwodny (U-Boot) typu VIIC z okresu II wojny światowej. Okręt wszedł do służby w 1944 roku. Jedynym dowódcą był Oblt. Gerhard Meyer. 
U-486 był jednym z niewielu niemieckich okrętów podwodnych wyposażonych w gumową powłokę Alberich mającą na celu zmniejszenie możliwości wykrycia okrętu przez jednostki nieprzyjaciela.

## Historia
Okręt został włączony do 5. Flotylli U-Bootów (Kilonia, Niemcy) celem szkolenia i zgrania załogi. Od listopada 1944 roku w składzie 11. Flotylli (Bergen, Norwegia) jako jednostka bojowa.
U-Boot odbył dwa rejsy bojowe. Podczas pierwszego, rozpoczętego pod koniec listopada 1944 roku, zatopił brytyjski frachtowiec „Silverlaurel” o pojemności 6 142 BRT i belgijski transportowiec wojska „Leopoldville” (11 509 BRT). Storpedowana 24 grudnia u wybrzeży Normandii jednostka przewoziła 2235 żołnierzy amerykańskiej 66. Dywizji Piechoty. W wyniku ataku zginęło 763 Amerykanów i 55 członków załogi statku. Dwa dni później ofiarą torped U-Boota padły dwie fregaty typu Captain: HMS „Capel” i HMS „Affleck” (1 085 t). Co prawda drugą z nich doholowano do portu, ale później uznano ją za stratę całkowitą.
U-486 został zatopiony 12 kwietnia 1945 roku – niedługo po rozpoczęciu swojego drugiego patrolu – na Morzu Północnym na północny zachód od Bergen. Sprawcą zatopienia był brytyjski okręt podwodny typu T HMS „Tapir”. W wyniku ataku zginęła cała, 48-osobowa załoga U-Boota.
Na początku 2013 poinformowano o odkryciu fragmentu wraku (rufy) okrętu podwodnego. Wrak, zidentyfikowany jako U-486, spoczywa na głębokości ok. 250 m w odległości ok. 1,2 mili morskiej od pozostałości innego storpedowanego U-Boota U-864.